# 延焕梧
延焕梧（1928年11月—2008年12月24日），陕西省米脂县人，中国政治人物。曾任共青团陕西省委副书记、中共西安市委副书记、西安市人大常委会主任、第七届全国人大代表。

## 生平
1940年3月参加革命工作。1945年加入中国共产党。1947年5月，任绥德分区青年团筹备委员会宣传委员。1949年3月，任青年团陕北区委常委、秘书长。1950年5月，任青年团陕西省工委宣传部秘书。1951年8月，任青年团延安地委书记。1954年2月，任团省委秘书长。1956年4月，任团西安市委副书记、团省委常委。1960年6月至1964年11月，任团省委副书记、团西安市委书记。1959年9月至1965年2月，历任陕西省青年联合会副主席、主席。此后，离开青年团工作，历任中共长安县委书记，中共咸阳市委副书记（1972年9月－1975年9月）、市革委会副主任，中共三原县委副书记、县革委会主任，中共西安市新城区委书记、区革委会主任，中共西安市委书记兼秘书长（当时设第一书记），中共西安市委副书记，西安市人大常委会主任等职。是共青团第九届中央委员（1964年－1966年），中共陕西省第六届委员会委员，第七届全国人大代表（1988年－1993年）。
2008年12月24日13时20分在西安逝世。